# Westfield (Vermont)
Westfield és una població dels Estats Units a l'estat de Vermont. Segons el cens del 2000 tenia 503 habitants.

## Demografia
Segons el cens del 2000, Westfield tenia 503 habitants, 200 habitatges, i 141 famílies. La densitat de població era de 4,8 habitants per km².
Dels 200 habitatges en un 26,5% hi vivien nens de menys de 18 anys, en un 55% hi vivien parelles casades, en un 9% dones solteres, i en un 29,5% no eren unitats familiars. En el 21% dels habitatges hi vivien persones soles el 8,5% de les quals corresponia a persones de 65 anys o més que vivien soles. El nombre mitjà de persones vivint en cada habitatge era de 2,45 i el nombre mitjà de persones que vivien en cada família era de 2,78.
Per edats la població es repartia de la següent manera: un 21,3% tenia menys de 18 anys, un 7,8% entre 18 i 24, un 22,9% entre 25 i 44, un 31,6% de 45 a 60 i un 16,5% 65 anys o més.
L'edat mediana era de 44 anys. Per cada 100 dones de 18 o més anys hi havia 96 homes.
La renda mediana per habitatge era de 38.021 $ i la renda mediana per família de 43.125 $. Els homes tenien una renda mediana de 30.694 $ mentre que les dones 21.042 $. La renda per capita de la població era de 18.098 $. Entorn del 6,1% de les famílies i el 9,7% de la població estaven per davall del llindar de pobresa.